# Gerrit
Gerrit — свободное программное обеспечение с веб-интерфейсом, интегрируемое с распределённой системой контроля версий Git, предназначенное для совместного проведения инспекции исходного кода. Gerrit был разработан сотрудником корпорации Google Шоном Пирсом (соавтор Git, основатель JGit) для разработки операционной системы Android.
Изначально Gerrit представлял собой набор патчей для Rietveld, но позже ответвился и превратился в полноценный проект, когда набор патчей для реализации ACL не был принят в состав проекта Rietveld его автором, Гвидо ван Россумом.
Изначально созданный на языке Python как и Rietveld, Gerrit позже был переписан на языке Java (Java EE Servlet) с использованием SQL начиная с версии 2. Gerrit использует Google Web Toolkit для генерации клиентского JavaScript-кода.

## Название
Gerrit — имя Геррита Ритвельда (1888—1964), нидерландского дизайнера, в честь которого был назван проект Rietveld.

## Проекты и компании, использующие Gerrit
- Android[4]
- Assembla[5]
- Asterisk[6]
- CyanogenMod
- CloudLinux
- Eclipse Foundation (for several projects including JGit/EGit)
- eBay[7]
- Intel, Red Hat, SAP AG
- Couchbase, WebM, TYPO3
- Kitware (e.g. CMake)[8]
- LG
- LibreOffice[9][10]
- MediaWiki[11][12]
- openAFS
- OpenStack
- Qt
- Go (с версии 1.5)
- Rockbox
- Samsung
- SAP SE
- Sandia National Laboratories
- Mobiles: Qualcomm Innovation Center, MeeGo[13]
- GitEnterprise[14]
- Ericsson
- Infowatch
- SWGEmu
- Ajax Systems
- TubeMogul[15][16]
- Epam Systems
- QIWI
- VTB